# Baeus metazygiae
Baeus metazygiae är en stekelart som beskrevs av Marta Susana Loiácono och Margaría 2004. Baeus metazygiae ingår i släktet Baeus och familjen Scelionidae. Inga underarter finns listade.